# Manuela Lieb
Manuela Lieb (10 novembre 1971) è un'ex sciatrice alpina austriaca.

## Biografia
Specialista delle prove tecniche originaria di Weerberg, la Lieb debuttò in campo internazionale ai Mondiali juniores di Madonna di Campiglio 1988; l'anno dopo, nella rassegna iridata giovanile di Alyeska 1989, vinse la medaglia di bronzo nello slalom speciale. In Coppa Europa nella stagione 1990-1991 si piazzò 2ª nella classifica generale; in Coppa del Mondo ottenne il primo piazzamento il 6 gennaio 1993 a Maribor in slalom gigante (25ª) e tale risultato sarebbe il migliore della Lieb nel massimo circuito internazionale, in cui prese per l'ultima volta il via il 28 gennaio 1996 a Saint-Gervais-les-Bains in slalom speciale (20ª). Si ritirò al termine di quella stessa stagione 1995-1996 e la sua ultima gara fu uno slalom speciale FIS disputato il 2 marzo a Hinterthiersee; non prese parte a rassegne olimpiche o iridate.

## Palmarès

### Mondiali juniores
- 1 medaglia:
  - 1 bronzo (slalom speciale ad Alyeska 1989)

### Coppa del Mondo
- Miglior piazzamento in classifica generale: 70ª nel 1993 e nel 1994

### Coppa Europa
- Miglior piazzamento in classifica generale: 2ª nel 1991

### Campionati austriaci
- 4 medaglie[1]:
  - 2 argenti (slalom gigante nel 1991; slalom speciale nel 1995)
  - 2 bronzi (slalom speciale nel 1991; slalom speciale nel 1994)